# Lacaton & Vassal
Lacaton & Vassal je francouzská architektonická kancelář založená v roce 1987 v Bordeaux a sídlící v Paříži. Jejími zakladateli jsou Anne Lacatonová a Jean-Philippe Vassal, kteří v roce 2021 obdrželi Pritzkerovu cenu .

## Zakladatelé
Anne Lacatonová se narodila 2. srpna 1955 v Saint-Pardoux-la-Rivière a vystudovala architekturu na univerzitě Bordeaux-Montaigne. Od roku 2017 je profesorkou na ETH v Curychu a jako externí vyučující působí na školách architektury v Evropě a USA.
Jean-Philippe Vassal se narodil 22. února 1954 v Casablance v tehdejším Francouzském protektorátu Maroko. Vystudoval rovněž na univerzitě v Bordeaux. Od roku 2012 je profesorem na UdK v Berlíně a jako externí vyučující působí na školách architektury v Evropě a USA.

## Charakteristika
Ve svojí práci se zaměřují na aspekty udržitelnosti, a to zejména ekonomické a sociální udržitelnosti.

## Ocenění
- Médaille d'Or, Académie d'Architecture, 2016
- Cena Miese van der Rohe, 2019
- Pritzkerova cena, 2021

## Realizace a projekty
- Dům Latapie, Floirac, Francie (1993)
- Archeologické muzeum v Saintes, Francie (1995)
- Škola architektury v Nantes, Francie (2009)
- FRAC Nord-Pas de Calais, Dunkerque, Francie (2013)
- Rekonstrukce věžového domu Bois-le-Prêtre, Paříž, Francie (2016)